# 고덴닥
고덴닥(goedendag, godendac, godendard, godendart)은 14세기 중세 플랑드르 지방의 민병대가 사용한 무기다. 곤봉과 창이 결합한 형태의 무기로, 몸체는 대략 5 피트(150 cm) 정도 길이에 4 인치(10 cm) 정도 지름의 목제 몽둥이로 되어 있다. 한쪽 끝이 다른 쪽보다 넓게 만들어져 있으며 금속제 창날이 슴베 안에 삽입되어 있다. 이 무기가 플레일의 일종이라고 잘못 알려져 있는 경우가 많다.
"고덴닥"이라는 말은 "좋은 아침"이라는 네덜란드어 인사말에서 유래했다고 알려져 있는데, 1302년에 브뤼게에서 반란이 일어났을 때 브뤼게의 조합원들이 도시를 돌아다니며 사람들에게 인사를 건네고는 프랑스 악센트로 대답하는 사람들을 이 무기로 모조리 쳐죽였다는 것이다. 그러나 이 설은 사실이 아닐 가능성이 높다. 이 이름은 코르트레이크 전투 이후의 프랑스어 자료에서 단 한번 짤막하게 언급될 뿐이다. 네덜란드어로 "고덴닥"은 "좋은 단검(good dagger)"이라는 뜻도 되는데, 이 쪽이 더 그럴싸해 보인다. 정작 플랑드르 사람들은 이 무기를 헤핀트스타프(gepinde staf→못박힌 몽둥이)라고 불렀다.

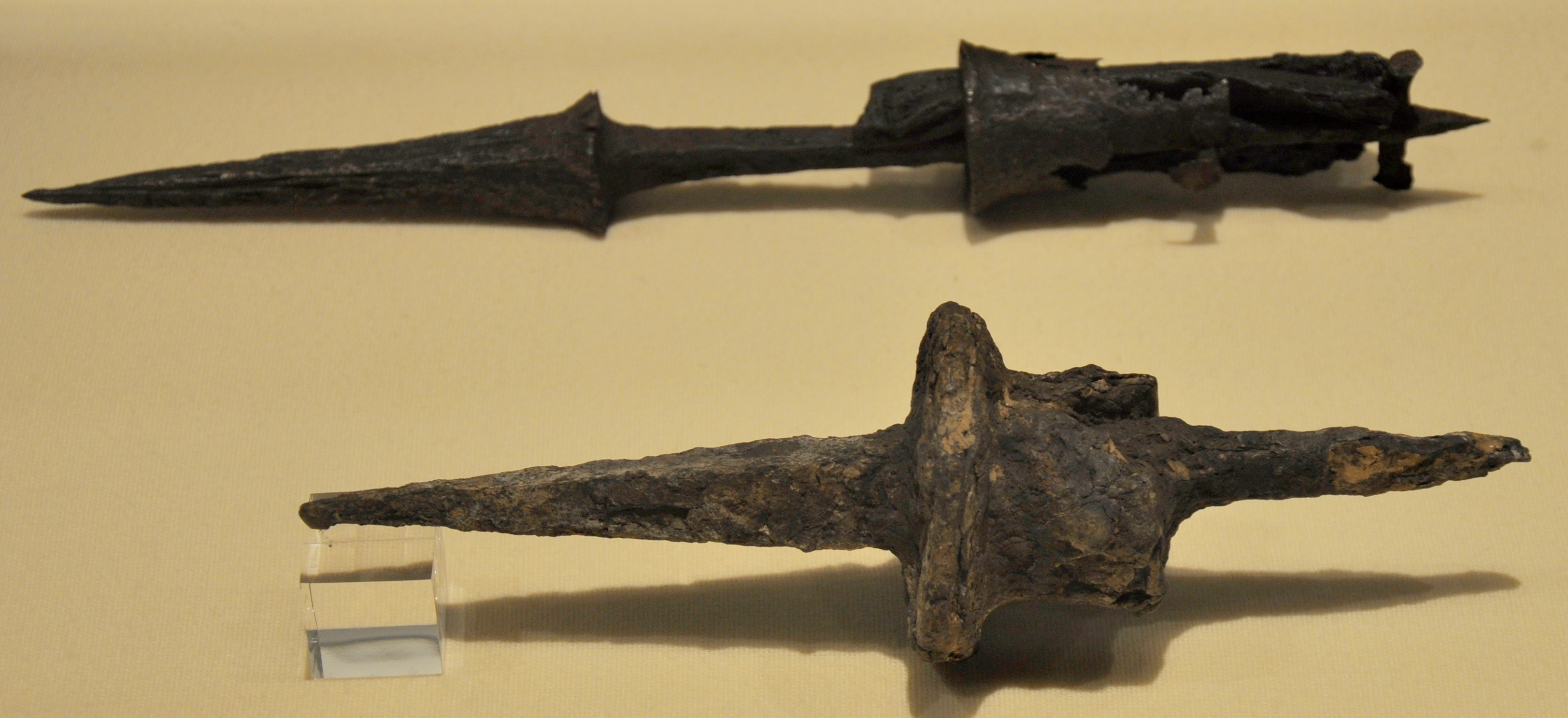
고덴닥 창날.

이 무기는 1302년 7월 11일에 코르트레이크 근교에서 벌어진 황금 박차 전투(Guldensporenslag) 당시 플랑드르 지방 조합원들이 프랑스 기사들에 맞서 아주 효율적으로 사용했다(이 날짜는 플랑드르, 브라반트, 앤트워프의 독립 기념일로 지정되어 있으며 플랑드르의 국경일이다).

## 같이 보기
- 핼버드
- 알슈피스